# Suicidal Records
Suicidal Records — американский независимый лейбл звукозаписи, базирующийся в Лос-Анджелесе. Основан в 1985 году братьями Майком и Джимом Мьюирами, ликвидирован в 1987 году, и возрождён в 1997 году.

## История (1985—1987)
Считается, что Suicidal Tendencies временно прекратили существование в 1983 году. Однако это не совсем так. Майк и Джим Мьюиры основали независимый звукозаписывающий лейбл Suicidal Records. Целями лейбла были выпуск как альбомов Suicidal Tendencies, так и групп соседского окружения Венис-Бич и Санта-Моники. Дебютным релизом этой небольшой звукозаписывающей компании стала пластинка Welcome To Venice, сборник, на котором дебютировали такие группы, как No Mercy, Beowulf и Excel. Также в процессе записи этого сборника образовался проект под названием Los Cycos, состоявший из участников Suicidal Tendencies (Рокки Джорджа, Майка Мьюира) и No Mercy (Майка Кларка и Сэла Троя). Песня Los Cycos «It’s Not Easy» была переиздана позже, в 1989 году, в альбоме Suicidal Tendencies Controlled By Hatred/ Feel Like Shit... Deja Vu. Открывал компиляцию трек Suicidal Tendencies, записанный в составе Майк Мьюир, Луиче Майорга, Рокки Джордж и Ральф Эррера — (Look Up!)The Boys Are Back.
Всего на Suicidal Records выпущено 4 альбома: упомянутая компиляция Welcome To Venice (1985), дебютный альбом Beowulf (1986), дебютный (и единственный) альбом No Mercy «Widespread Bloodshed, Love Runs Red» (1986) и альбом группы Excel «Split Image» (1987).
В процессе деятельности лейбла Suicidal Records, Майк Мьюир пришёл к решению, что для издание альбома Suicidal Tendencies, всё же, лучше будет найти выпускающую компанию с более мощными возможностями, особенно в организации дистрибуции альбомов. Таким образом, он пришёл на Caroline Records, низкобюджетное отделение звукозаписывающего гиганта Virgin Records. На Caroline Records позже были изданы и последующие альбомные работы Excel «Tapping Into Eternal Void» и Beowulf 1988 года Lost My Head… But I’m Back on the Right Track.
| Группы                                               | Альбом                             | Тип              | Год  |
| ---------------------------------------------------- | ---------------------------------- | ---------------- | ---- |
| Suicidal Tendencies Los Cycos No Mercy Excel Beowülf | Welcome to Venice                  | Сплит-альбом     | 1985 |
| Beowülf                                              | Beowülf                            | Студийный альбом | 1986 |
| No Mercy                                             | Widespread Bloodshed Love Runs Red | Студийный альбом | 1987 |
| Excel                                                | Split Image                        | Студийный альбом | 1987 |

## История (с 1997)
| Группы                                                                                    | Альбом                                      | Тип                            | Год  |
| ----------------------------------------------------------------------------------------- | ------------------------------------------- | ------------------------------ | ---- |
| Suicidal Tendencies Infectious Grooves Cyco Miko The Funeral Party Creeper Musical Heroin | Friends & Family, Vol. 1                    | Сплит-альбом                   | 1997 |
| Suicidal Tendencies                                                                       | Six the Hard Way                            | Мини-альбом                    | 1998 |
| Suicidal Tendencies                                                                       | Freedumb                                    | Студийный альбом               | 1999 |
| Infectious Grooves                                                                        | Mas Borracho                                | Студийный альбом               | 2000 |
| Suicidal Tendencies My Head No Mercy Fool! Creeper Cyco Miko                              | Pneumonia                                   | Сплит-альбом/Мини-альбом       | 2000 |
| Suicidal Tendencies                                                                       | Free Your Soul and Save My Mind             | Студийный альбом               | 2000 |
| Suicidal Tendencies Infectious Grooves Cyco Miko                                          | Schizophrenic Born Again Problem Child      | Сплит-альбом                   | 2001 |
| Suicidal Tendencies Infectious Grooves Cyco Miko No Mercy                                 | Year of the Cycos                           | Сплит-альбом                   | 2009 |
| Suicidal Tendencies                                                                       | Live at the Olympic Auditorium              | Видео/DVD/Концертный альбом    | 2010 |
| Suicidal Tendencies                                                                       | No Mercy Fool!/The Suicidal Family          | Сборник                        | 2010 |
| Infectious Grooves Cyco Miko                                                              | Funk It Up & Punk It Up: Live in France '95 | Сплит-альбом/Концертный альбом | 2010 |
| Cyco Miko                                                                                 | The Mad Mad Muir Musical Tour               | Студийный альбом               | 2011 |
| Suicidal Tendencies                                                                       | 13                                          | Студийный альбом               | 2013 |
| Suicidal Tendencies                                                                       | World Gone Mad                              | Студийный альбом               | 2016 |

## Группы, выпускавшиеся на лейбле

### 1985—1987
- Suicidal Tendencies
- No Mercy[англ.]
- Los Cycos[англ.]
- Excel
- Beowülf[англ.]

### с 1997
- Suicidal Tendencies
- Infectious Grooves
- No Mercy (No Mercy Fool!)[англ.]
- Cyco Miko — псевдоним Майка Мьюира, его сольный проект
- My Head
- The Funeral Party
- Creeper
- Musical Heroin